# Jelmer Wiersma
Jelmer Wiersma é um guitarrista de heavy metal dos Países Baixos. Em 1989, em conjunto com René Rutten. formou a banda The Gathering (banda). Em 1997 ele desistiu da banda e deixou de tocar guitarra.